# Parmursa fimbriata
Parmursa fimbriata är en djurart som tillhör fylumet trögkrypare, och som beskrevs av Jeanne Renaud-Mornant 1984. Parmursa fimbriata ingår i släktet Parmursa och familjen Halechiniscidae. Inga underarter finns listade i Catalogue of Life.